# Лапино (Медынский район)
Лапино — деревня в Калужской области, находится в северо-западной части Медынского района, на границе с Московской областью. Входит в состав сельского поселения «Село Передел»

## Население
| 2002 | 2010 |
| ---- | ---- |
| 23   | ↘8   |

## Здесь родились
Алексей Христофорович Митрофанов (1879 — 1941) — советский партийный и хозяйственный деятель. В 1924—1930 член Центральной Контрольной Комиссии РКП(б)—ВКП(б).